# Dongning
Dongning (东宁市S, DōngníngP) è una città-contea della Cina, situata nella provincia di Heilongjiang e amministrata dalla prefettura di Mudanjiang.